# Ліннелл-Кемп (Каліфорнія)
Ліннелл-Кемп (англ. Linnell Camp) — переписна місцевість (CDP) в США, в окрузі Туларе штату Каліфорнія. Населення — 696 осіб (2020).

## Географія
Ліннелл-Кемп розташований за координатами 36°18′32″ пн. ш. 119°13′21″ зх. д. / 36.30889° пн. ш. 119.22250° зх. д. (36.308887, -119.222583).  За даними Бюро перепису населення США в 2010 році переписна місцевість мала площу 0,30 км², уся площа — суходіл.

## Демографія
Згідно з переписом 2010 року, у переписній місцевості мешкало 849 осіб у 193 домогосподарствах у складі 184 родин. Густота населення становила 2799 осіб/км².  Було 193 помешкання (636/км²).
Расовий склад населення:
| - 46,8 % — білих - 2,1 % — корінних американців - 0,9 % — азіатів - 0,4 % — чорних або афроамериканців - 46,3 % — осіб інших рас |

До двох чи більше рас належало 3,5 %. Частка іспаномовних становила 98,0 % від усіх жителів.
За віковим діапазоном населення розподілялося таким чином: 41,8 % — особи молодші 18 років, 56,1 % — особи у віці 18—64 років, 2,1 % — особи у віці 65 років та старші. Медіана віку мешканця становила 21,9 року. На 100 осіб жіночої статі у переписній місцевості припадало 96,1 чоловіків;  на 100 жінок у віці від 18 років та старших — 101,6 чоловіків також старших 18 років.
Середній дохід на одне домашнє господарство  становив 21 986 доларів США (медіана — 19 560), а середній дохід на одну сім'ю — 20 700 доларів (медіана — 20 150). За межею бідності перебувало 64,6 % осіб, у тому числі 84,2 % дітей у віці до 18 років та 36,4 % осіб у віці 65 років та старших.
Цивільне працевлаштоване населення становило 302 особи. Основні галузі зайнятості: сільське господарство, лісництво, риболовля — 71,5 %, виробництво — 12,9 %, оптова торгівля — 3,0 %.